# یوشیهیده یوشیدا
یوشیهیده یوشیدا (انگلیسی: Yoshihide Yoshida؛ زادهٔ ۳۰ اکتبر ۱۹۶۲) ارتشبد نیروی زمینی دفاع‌ازخود ژاپن است، که از مارس ۲۰۲۳ به‌عنوان رئیس ستاد مشترک نیروهای دفاع‌ازخود ژاپن فعالیت می‌کند.
یوشیدا فعالیت نظامی را از سال ۱۹۸۶ در نیروی زمینی ژاپن آغاز کرد. وی از ۲۰۱۷ تا ۲۰۱۹ فرمانده لشکر ۸ بود، از ۲۰۱۹ تا ۲۰۲۱ به‌عنوان فرمانده ارتش غربی ژاپن فعالیت می‌کرد و از ۲۰۲۱ تا ۲۰۲۳ فرماندهی نیروی زمینی دفاع‌ازخود ژاپن را برعهده داشت.